# Cattleya tenuata
Cattleya tenuata är en orkidéart som beskrevs av Vitorino Paiva Castro, Marcos Antonio Campacci och Guido Jozef Braem. Cattleya tenuata ingår i släktet Cattleya och familjen orkidéer. Inga underarter finns listade i Catalogue of Life.